# 하반기
하반기(下半期)는 한 해 중 뒤의 6개월을 말하며 7~12월을 말한다. 이때 북반구에서는 여름에서 겨울로, 우기에서 건기로 변한 시기이고, 남반구에선 겨울에서 여름으로, 건기에서 우기로 변한 시기다.

## 주요 기념일
- 7월 1일 :  부룬디,  캐나다의 독립기념일
- 7월 4일 :  미국의 독립기념일
- 7월 5일 :  베네수엘라,  알제리,  카보베르데,  팔레스타인의 독립기념일
- 7월 7일 :  솔로몬 제도의 독립기념일
- 7월 9일 :  남수단,  아르헨티나의 독립기념일
- 7월 10일 :  바하마의 독립기념일
- 7월 11일 :  르완다의 독립기념일
- 7월 17일 :  슬로바키아의 독립기념일
- 7월 17일 : 제헌절
- 7월 19일 :  라오스의 독립기념일
- 7월 20일 :  콜롬비아의 독립기념일
- 7월 21일 :  벨기에의 독립기념일
- 7월 26일 :  라이베리아의 독립기념일
- 7월 28일 :  페루의 독립기념일
- 8월 1일 :  스위스의 독립기념일
- 8월 5일 :  부르키나파소의 독립기념일
- 8월 6일 :  볼리비아,  자메이카의 독립기념일
- 8월 9일 :  싱가포르의 독립기념일
- 8월 11일 :  차드의 독립기념일
- 8월 14일 :  파키스탄의 독립기념일
- 8월 15일 : 광복절
- 8월 15일 :  인도의 독립기념일
- 음력 8월 15일 : 추석
- 8월 17일 :  인도네시아의 독립기념일
- 8월 24일 :  우크라이나의 독립기념일
- 8월 25일 :  벨라루스,  우루과이의 독립기념일
- 8월 27일 :  몰도바의 독립기념일
- 8월 30일 :  튀르키예의 독립기념일
- 8월 31일 :  키르기스스탄,  트리니다드 토바고의 독립기념일
- 9월 1일 :  우즈베키스탄의 독립기념일
- 9월 2일 :  베트남의 독립기념일
- 9월 3일 :  카타르의 독립기념일
- 9월 6일 :  에스와티니의 독립기념일
- 9월 7일 :  브라질의 독립기념일
- 9월 8일 :  북마케도니아의 독립기념일
- 9월 9일 :  타지키스탄의 독립기념일
- 9월 15일 :  과테말라,  니카라과,  엘살바도르,  온두라스,  코스타리카의 독립기념일
- 9월 16일 :  멕시코,  파푸아뉴기니의 독립기념일
- 9월 18일 :  칠레의 독립기념일
- 9월 21일 :  몰타,  아르메니아의 독립기념일
- 9월 22일 :  말리,  불가리아의 독립기념일
- 9월 26일 :  뉴질랜드의 독립기념일
- 9월 27일 :  투르크메니스탄의 독립기념일
- 9월 30일 :  보츠와나의 독립기념일
- 10월 1일 :  중화인민공화국의 중화인민공화국 국경절,  나이지리아,  키프로스의 독립기념일
- 10월 1일 : 국군의 날
- 10월 2일 : 노인의 날
- 10월 3일 :  이라크의 독립기념일
- 10월 3일 : 개천절
- 10월 8일 :  크로아티아의 독립기념일
- 10월 9일 : 한글날
- 10월 10일 :  중화민국의 중화민국 국경일
- 10월 17일 : 문화의 날
- 10월 21일 : 경찰의 날
- 10월 24일 :  유엔의 날
- 10월 26일 :  노르웨이,  오스트리아의 독립기념일
- 10월 28일 :  체코의 독립기념일
- 10월 31일 :  헝가리의 독립기념일
- 11월 1일 :  네덜란드령 안틸레스의 독립기념일
- 11월 3일 :  파나마의 독립기념일
- 11월 9일 :  캄보디아의 독립기념일
- 11월 9일 : 소방의 날
- 11월 11일 :  앙골라,  폴란드의 독립기념일
- 11월 11일 : 농업인의 날
- 11월 17일 : 순국선열의 날
- 11월 18일 :  모로코의 독립기념일
- 11월 22일 :  레바논의 독립기념일
- 11월 25일 :  수리남의 독립기념일
- 11월 28일 :  알바니아의 독립기념일
- 11월 30일 :  바베이도스,  예멘의 독립기념일
- 12월 1일 :  포르투갈의 독립기념일
- 12월 2일 :  아랍에미리트의 독립기념일
- 12월 3일 : 소비자의 날
- 12월 5일 : 무역의 날
- 12월 6일 :  핀란드의 독립기념일
- 12월 9일 :  탄자니아의 독립기념일
- 12월 12일 :  케냐의 독립기념일
- 12월 16일 :  브루나이,  카자흐스탄의 독립기념일
- 12월 24일 :  리비아의 독립기념일
- 12월 25일 : 크리스마스
- 12월 26일 :  슬로베니아의 독립기념일
- 12월 27일 : 원자력의 날
- 12월 29일 :  몽골의 독립기념일